# Nervo intermedio di Wrisberg
Il nervo intermedio di Wrisberg è una delle radici del VII paio di nervi cranici che, insieme al nervo facciale propriamente detto, emerge a livello della fossetta sopraolivare, lateralmente a quest’ultimo. Secondo Alfieri potrebbe ritenersi un nervo cranico a sé stante.

## Fisiologia
Esso veicola fibre parasimpatiche pregangliari originate dai nuclei salivatorio superiore (destinate a raggiungere i gangli sottomandibolare e sottolinguale) e muconasolacrimale (destinate invece al ganglio sfenopalatino per l’innervazione visceroeffettrice della ghiandola lacrimale e delle ghiandole della mucosa nasale e palatina).
Il nervo termina come entità anatomica al livello del primo ginocchio del “canale del facciale” dove cede le sue fibre al ganglio genicolato, dal quale riceve i prolungamenti centrali di neuroni pseudounipolari che, con il loro prolungamento periferico, raccolgono la sensibilità somatica di una piccola area di cute del padiglione auricolare e del meato acustico esterno. Queste fibre tramite il nervo intermedio si portano al nucleo del tratto spinale del trigemino. Lo stesso ganglio rappresenta, inoltre, il centro trofico di cellule che raccolgono in periferia la sensibilità gustativa dei 2/3 anteriori della lingua e che, tramite il nervo intermedio, la veicolano alla porzione rostrale del nucleo del tratto solitario (nucleo gustativo).

## Neurochirurgia e Nervo intermedio
Il nervo intermedio di Wrisberg viene considerato un repere importante nella chirurgia dell`angolo ponto-cerebellare, soprattutto nella microchirurgia dello schwannoma del nervo vestibolare.
Secondo la classificazione di Alfieri il nervo intermedio può avere quattro tipi di origine dal tronco encefalico e viene pertanto diviso in quattro categorie, dettaglio che può essere rilevante durante la rimozione di tumori dell'angolo ponto-cerebellare.